# 受
受（じゅ）、ヴェーダナー （巴: 梵: vedanā）とは、人間の感受作用を意味する仏教用語。触れたことを感じることである。
六識が六根を通じ六境に接触し、まずそれを感受すること。肉体的、生理的に感じる「暑い」「痛い」などの感じの他にも、「苦しい」「快い」などの、心で知覚的に感じるものも含んでいる。例えば、桜の木を見て「美しい」と感じること。
仏教において、受は以下とされている。
- 上座部仏教アビダルマにおける、7つの共一切心心所のひとつ
- 大乗仏教アビダルマにおける、5つの遍行心所のひとつ
- 説一切有部の五位七十五法のうち、有為法 - 心所法 - 大地法のひとつ
- 十二因縁における7つ目の要素[5]
- 五蘊のひとつ（行取蘊）
- 四念処のひとつ（心念処）

## 定義
人間の肉体と精神を5つの集まりに分けて示した五蘊（般若心経、阿含経などに言及）の一要素であり、説一切有部の五位七十五法のうち大地法（阿毘達磨倶舎論などに言及）、唯識派・法相宗の五位百法のうち有為法 - 心所法 - 遍行心所（成唯識論などに言及）の一要素。また、現実の人生の苦悩の根源を追求しその根源を絶つことによって苦悩を滅するための12の条件を系列化した十二因縁の第7番目の要素でもある。

## 受の数
多受経において釈迦は、教えの趣旨に基づき受を2,3,5,6,18,36,108種類に分けて説くと述べている。

### 三受
Phassapaccayā uppajjati vedayitaṃ sukhaṃ vā dukkhaṃ vā adukkhamasukhaṃ vā.

触によって、楽、あるいは苦、あるいは不苦不楽の受が生じる。
—パーリ仏典,  中部六処品 六六経, Sri Lanka Tripitaka Project
パーリ仏典と雑阿含経においては、次の３種類の受が挙げられている 。
- 楽受 - 楽しいとする感情を生じる受
- 苦受 - 苦しいとする感情を生じる受
- 非苦非楽受 - 楽でもなく苦とも感じない類の受。捨（ウペッカー）。不苦不楽受、捨受ともいう[9]。

聖者も凡夫も同様に、楽受をも感じ、苦受をも感じ（、非苦非楽受をも感じ）なければならないが、凡夫は正法を聞かざるゆえに、それらを身と心との両方で受け取ってしまう。楽受を受ければ、それに愛執するがゆえに、欲貪の煩悩にとらえられ、苦受を受ければ、それに瞋恚（しんに）を生ずるがゆえに、瞋恚の煩悩にとらえられるためである。それに対し、正法を聞いた者は身における受は感ずるけれども、心における受は感じない。釈迦はこれを、あたかも、第一の矢を受けても第二の矢を受けないことと似ているとし、苦受・楽受を受けても心の平和をかき乱されないことを説いている。
なお、阿毘達磨倶舎論においては、すべての苦、楽、不苦不楽（捨）の受を自性順受という。

### 他の分類
- 2種類 - 楽および苦 [6][8]
- 5種類[8]
  1. 楽（らく、sukha, スカ）- 身体の楽
  2. 苦（らく、dukkha, ドウッカ）- 身体の苦
  3. 喜楽 (きらく、somanassa, ソーマナッサ) - 心の楽
  4. 憂 (う、domanassa, ドーマナッサ) - 心の苦
  5. 捨 (しゃ、upekkhā, ウペッカー) - 不苦不楽
- 6種類 - 眼、耳、鼻、舌、身、意の六根 [8]
- 18種類 - 六根・六境・六識の十八界 [8]
- 36種類 - 在家者の十八界と、出家者の十八界 [8]
- 108種類 - 過去の36種類の受、未来の36種類の受、現在の36種類の受 [8]

清浄道論やアビダンマッタ・サンガハにおいては、5種類の受が主に用いられる。